# Flugzeugkollision am Flughafen Wien-Schwechat 1971
Die Flugzeugkollision am Flughafen Wien-Schwechat 1971 ereignete sich am 26. Dezember 1971, als bei dichtem Nebel auf dem Flughafen Wien-Schwechat eine startende Douglas DC-9-32, die einen Linienflug zum Flughafen Zürich-Kloten durchführen sollte, mit der Beechcraft C55 Baron eines privaten schweizerischen Eigentümers zusammenstieß, deren Pilot versehentlich im Nebel auf die Startbahn der Douglas gerollt war. Bei dem Unfall wurde der Pilot der Baron getötet, die Piloten der DC-9 konnten ihre Maschine noch vor dem Startbahnende stoppen.

## Betroffene Maschinen

### Douglas DC-9-32 der Swissair
Das erste betroffene Flugzeug war eine Douglas DC-9-32, die im Werk von McDonnell Douglas in Long Beach im Bundesstaat Kalifornien endmontiert wurde. Das Flugzeug trug die Werknummer 47112, es handelte sich um die 199. Douglas DC-9 aus laufender Produktion. Das Rollout der Maschine erfolgte am 29. September 1967. Die Maschine wurde von der Swissair bestellt, jedoch vor Inbetriebnahme bei dieser an die SAS Scandinavian Airlines verleast und am 4. Dezember 1967 mit dem Luftfahrzeugkennzeichen SE-DBY zugelassen. Die Maschine erhielt den Taufnamen Ingve Viking. Zum 30. August 1968 wurde die Maschine an ihre Leasinggeberin, die Swissair retourniert, bei welcher die Maschine mit dem Kennzeichen HB-IFR und dem Taufnamen Ticino in Betrieb ging. Das zweistrahlige Schmalrumpfflugzeug war mit zwei Turbojettriebwerken des Typs Pratt & Whitney JT8D-9A ausgestattet.
Den Flug mit der DC-9 hatten 69 Passagiere angetreten, es befand sich zudem eine fünfköpfige Besatzung an Bord.

### Beechcraft C55 Baron

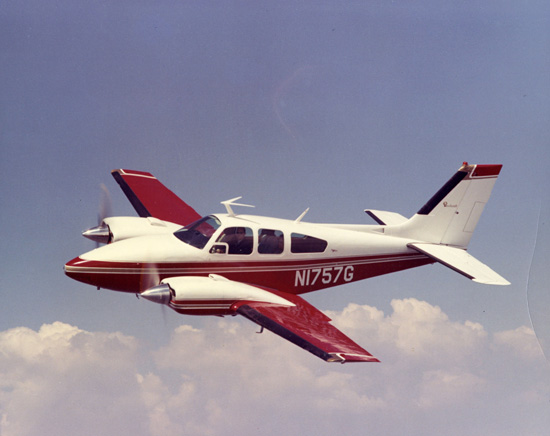
Eine Maschine des Typs Beechcraft C55 Baron

Das zweite beteiligte Flugzeug war eine Beechcraft Baron B55 mit der Werknummer TE-338, die einer Privatperson aus der Schweiz gehörte und das Luftfahrzeugkennzeichen HB-GCY trug. An Bord dieser Maschine befand sich ein einzelner Pilot.

## Unfallhergang
Die Piloten der Douglas DC-9 von Swissair führten frühmorgens im dichten Nebel den Startlauf vom Flughafen Wien-Schwechat durch, als sie plötzlich unerwartet mit einer Beechcraft Baron zusammenstießen. Die rechte Tragfläche der DC-9 streifte dabei das Cockpit der Beechcraft und tötete den Piloten. Beim darauf folgenden Startabbruch brach das Bugrad der DC-9, und die abgerissene rechte Tragfläche fing Feuer. Die DC-9 blieb nach rund 200 Metern mit gebrochenen Bugfahrwerk und einer rechten brennenden Tragfläche stehen. Die 76 Passagiere und fünf Besatzungsmitglieder an Bord der Swissair-Maschine blieben unverletzt.

## Ursache
Die Unfalluntersuchung ergab, dass sich die Baron zum Unfallzeitpunkt unerlaubt auf der Startbahn befunden hatte.

## Verbleib der Maschine
Die DC-9 wurde nach dem Unfall drei Monate lang repariert, ehe sie wieder den Betrieb bei der Swissair aufnehmen konnte. Am 31. August 1981 wurde die Maschine an Texas International Airlines verkauft, bei der sie mit dem Luftfahrzeugkennzeichen N537TX in Betrieb ging. Indem Texas International Airlines zum 31. Oktober 1982 in Continental Airlines aufging, ging auch die Maschine in die Flotte dieser Fluggesellschaft über und erhielt in diesem Zusammenhang den neuen Taufnamen City of Mobile. Im Januar 1986 wurde die Maschine an New York Air verleast, ehe sie zum 1. Februar 1987 zur Flotte der Continental Airlines zurückkehrte. Im Juni 1988 wurde die Maschine an die Flugzeugleasinggesellschaft POLA verkauft, die diese umgehend an Continental rückverleaste. Im März 1991 wurde das Luftfahrzeugkennzeichen in N43537 geändert. Der letzte Leasingvertrag mit der POLA lief im Dezember 1997 aus, danach wurde die Maschine an Triton Aviation Finance verkauft, die sie an Continental Airlines rückverleaste. Im Dezember 1999 wurde die Maschine endgültig ausgesondert und zum Mojave Air & Space Port überführt, wo sie im September 2000 verschrottet wurde.

## Trivia
Die DC-9 der Swissair trug den Taufnamen Ticino. Unter demselben Taufnamen war beim Flugunfall der Swissair im Ärmelkanal am 19. Juni 1954 schon einmal ein Flugzeug der Swissair, eine Convair CV-240, verunfallt.